# Szczebrzeszyński Park Krajobrazowy
Szczebrzeszyński Park Krajobrazowy – park krajobrazowy położony na Roztoczu Zachodnim, częściowo także na Równinie Biłgorajskiej i w Padole Zamojskim, na pograniczu Roztocza i Puszczy Solskiej. Początkowo zajmował powierzchnię 20 209 ha, w 2017 roku zmniejszono go do 19 370,90 ha. Od południowego wschodu przylega do Roztoczańskiego Parku Narodowego. Większość parku leży na terenie wschodniej części Roztocza Zachodniego zwanej również Roztoczem Szczebrzeszyńskim i w dolinie rzeki Gorajec. Jest to najwyższa część Roztocza Zachodniego, posiadająca najbardziej urozmaicone ukształtowanie terenu.
Na terenie parku występuje gęsta sieć wąwozów lessowych (m.in. w uroczysku „Piekiełko”). Znajdują się tu także torfowiska. Wśród lasów przeważa żyzna buczyna karpacka i bór jodłowy. Na terenie parku występuje ok. 80 gatunków ptaków.
Najwyższym punktem parku jest Dąbrowa (344 m n.p.m.), jedynym miastem na jego terenie – Szczebrzeszyn.
W południowej części parku znajduje się Bagno Tałandy, z którego bierze początek rzeka Gorajec, płynąca na północ obszaru parku, aż do ujścia do rzeki Por. Torfowisko wysokie na Bagnie Tałandy porośnięte jest karłowatą sosną i brzozą omszoną.

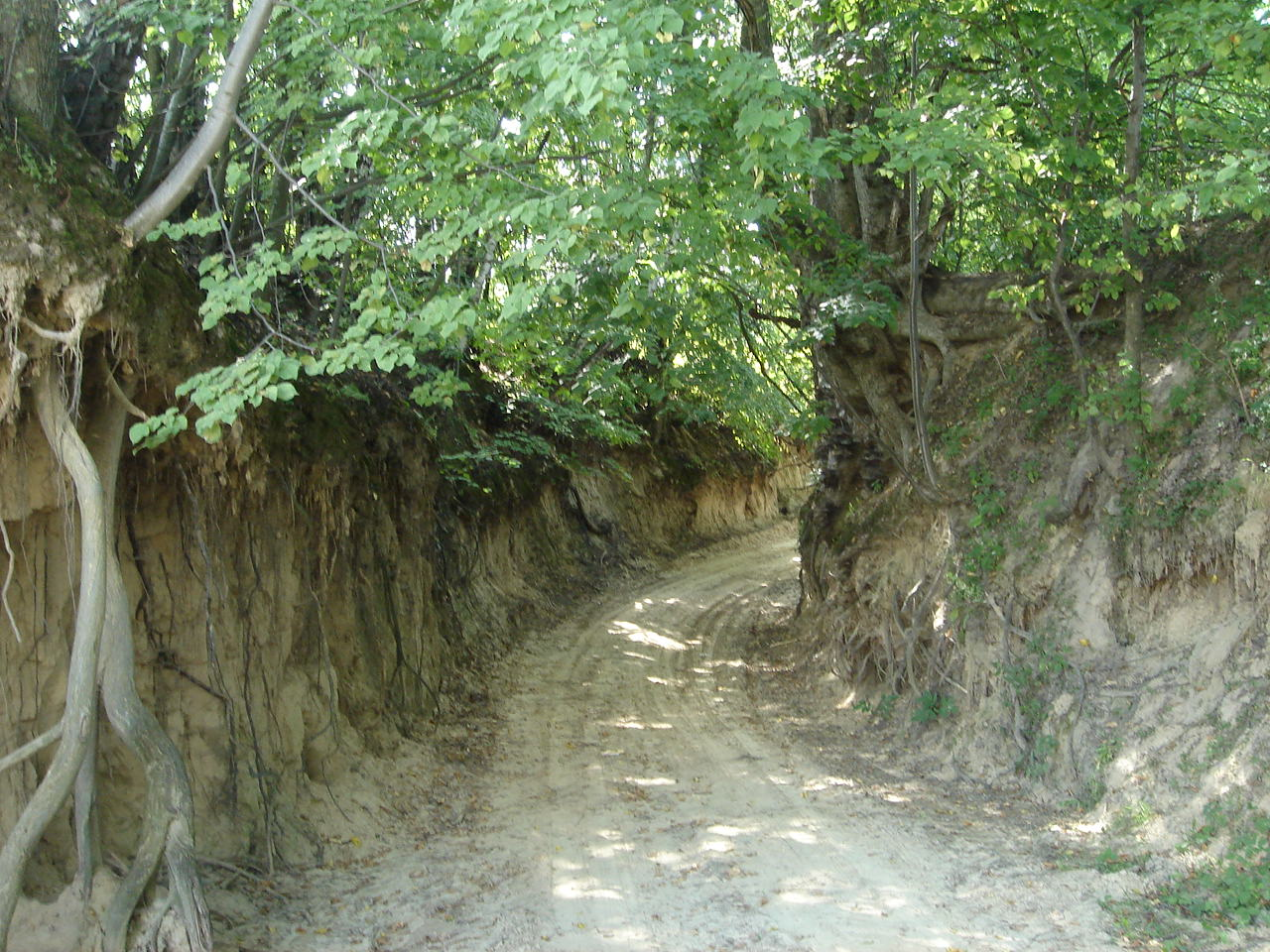
Wąwóz lessowy w Topólczy
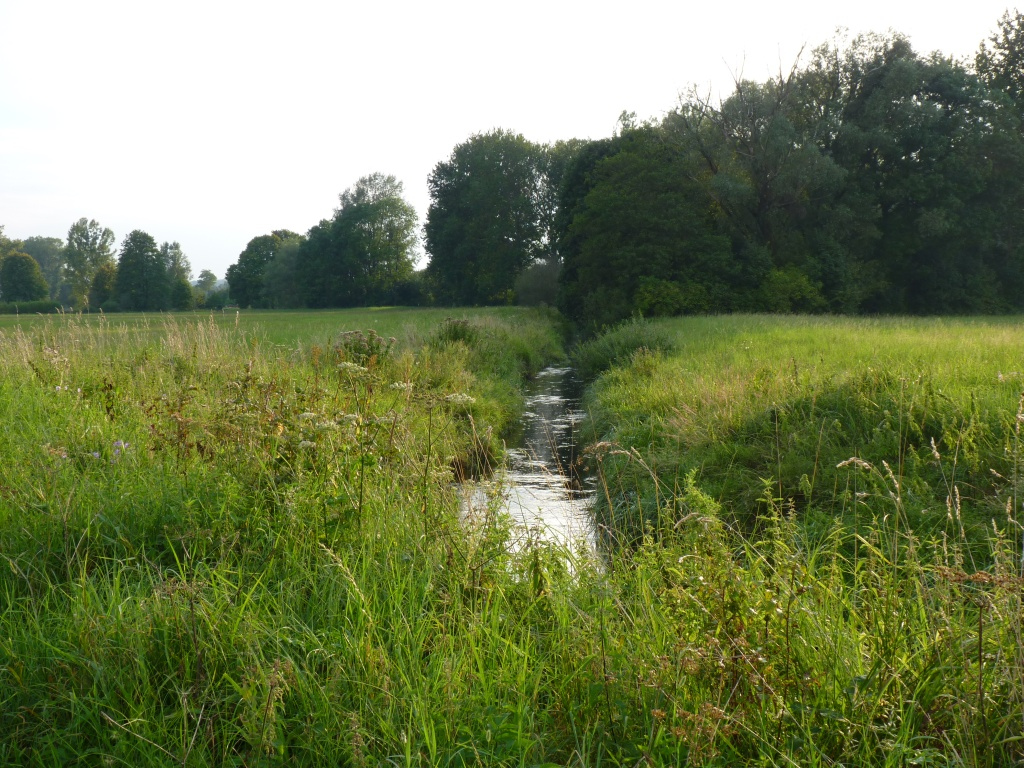
Rzeka Gorajec w Gorajcu-Starej Wsi
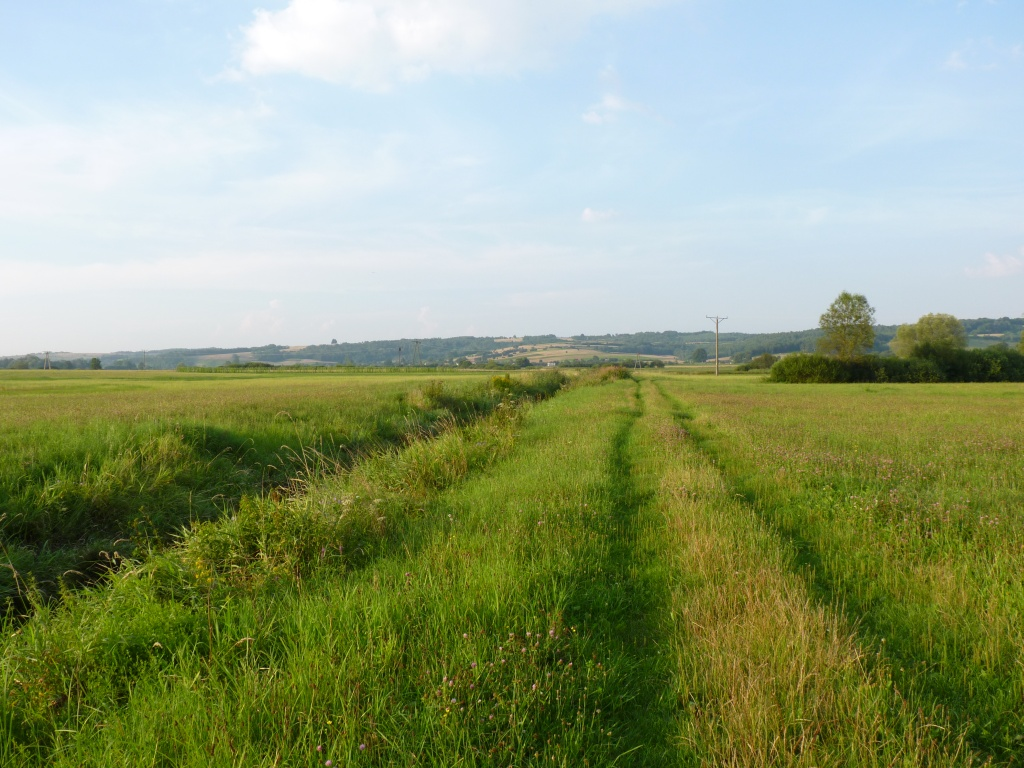
Widok na dolinę rzeki Gorajec